# Michaniona
Michaniona (în greacă Μηχανιώνα; oficial Μοντικήή Ενούτητα Μηχανιόνας, transliterat: Dimotikí Enótita Michaniónas) este una dintre unitățile municipale ale comunei Thermaikos și o fostă comună (demă) greacă independentă. Este situată în unitatea regională Salonic din regiunea Macedonia Centrală. Populația unității municipale este, conform recensământului din 2011⁠(d), de 11.901 locuitori.

## Geografie
Unitatea municipală Michaniona include Capul Megalo Karampournou sau Megalo Emvolo din partea de vest a comunei Thermaikos. Ea are o suprafață de 21,569 km2. Cea mai mare așezare din această unitate municipală este orașul Nea Michaniona.

## Istoric
Michaniona este situată în apropierea locului unde s-a aflat vechiul oraș Aenea⁠(d). Orașul a fost fondat în anul 1923 de refugiați greci⁠(d) din orașul Michaniona (Mekhaniona) din Asia Mică, care era situat pe peninsula Cizic⁠(d) de la Marea Marmara. Grecii s-au stabilit în această zonă în urma schimbului de populație dintre Grecia și Turcia. Michaniona a fost o comună independentă până la sfârșitul anului 2010. La începutul anului 2011 ea a fuzionat cu comunele Thermaikos și Epanomi⁠(d), ca urmare a reformei administrației regionale cunoscută sub numele de programul Kallikrates⁠(d), și a devenit o unitate municipală a noii comune Thermaikos.

## Părți componente ale unității municipale
Unitatea municipală Michaniona este formată din următoarele comunități rurale și urbane:
| Comunitate rurală sau urbană | Sat, oraș sau altă așezare | Populație (2011) |
| ---------------------------- | -------------------------- | ---------------- |
| Angelochori⁠(d)               | Angelochori                | 1.178            |
| Nea Kerasia⁠(d)               | Nea Kerasia                | 1.948            |
| Nea Michaniona               | Nea Michaniona             | 8.775            |
| Total: 11.901                |                            |                  |